# Louise Clément-Carpeaux
Pour les articles homonymes, voir Clément et Carpeaux.
Louise Clément-Carpeaux, née le 4 novembre 1872 à Paris et morte le 29 juin 1961 à Paris est une sculptrice, peintre et écrivaine française.

## Biographie
Louise Carpeaux nait à Paris en 1872 du peintre Jean-Baptiste Carpeaux et de son épouse, Amélie Clotilde de Montfort (1847-1908). Ses parents se séparent en 1874, son père décédant l'année suivante.
Elle deviendra sculptrice et peintre à son tour et écrira également plusieurs ouvrages sur l'œuvre et la vie de son père.

## Récompenses
En 1937, elle reçoit le Prix Charles-Blanc de l'Académie française pour son ouvrage sur la vie de son père, La vérité sur l’œuvre et la vie de J.-B. Carpeaux.